# Кит, Брайан
Брайан Кит (англ. Brian Keith), имя при рождении Роберт Алба Кит (англ. Robert Alba Keith) (14 ноября 1921 года — 24 июня 1997 года) — американский актёр театра, кино и телевидения, более всего известный по ролям в фильмах 1950-х годов и ролям на телевидении в 1950-70-е годы.
За свою карьеру, охватившую более пяти десятилетий, Кит сыграл более чем в 60 фильмах, среди них такие картины, как «Остриё стрелы» (1953), «Узкое место» (1955), «Центр бури» (1956), «Сумерки» (1957), «Молодые филадельфийцы» (1959), «Ловушка для родителей» (1961), «Русские идут! Русские идут!» (1966), «Невада Смит» (1966), «Якудза» (1974) и «Ветер и лев» (1975).
Однако наибольшего успеха Кит добился на телевидении, где начиная с середины 1950-х годов, играл главные роли в телесериалах «Борец за справедливость» (1955-56), «Человек с Запада» (1960), «Семейное дело» (1966-71), «Шоу Брайана Кита» (1972-74), «Арчер» (1975), «Хардкасл и Маккормик» (1983-86), «Поиски счастья» (1987-88) и «Глубинка» (1989).
За исполнение роли Билла Дейвиса в сериале «Семейное дело» (1966-71) Кит трижды номинировался на прайм-таймовую телевизионную премию «Эмми».

## Ранние годы жизни
Брайан Кит родился 14 ноября 1921 года в Бейонне, Нью-Джерси, в артистической семье. Его отец, Роберт Кит, был бродвейским актёром и снимался в немом кино, он также писал пьесы и сценарии для первых фильмов, а с начала 1930-х годов и до 1961 года работал в Голливуде. Его мать Елена Шипман была опытной театральной актрисой, которая также работала на радио. Уже в трёхлетнем возрасте Брайан дебютировал в кино в немых фильмах «Крысолов Мелоун» (1924) и «Другая любовь» (1924).
После развода родителей в 1926 году Брайан рос с матерью в Нью-Йорке, а отец уехал в Голливуд. Так как Хелен продолжала выступать на сцене и на радио, воспитание Брайана во многом легло на бабушку, которая жила на Лонг-Айленде, штат Нью-Йорк.
Уже в молодости Кит играл в разных театрах и на радио. В 1941 году с началом Второй мировой войны Кит пошёл служить в морскую пехоту, где до 1945 года прослужил воздушным стрелком, удостоившись медали воздушных сил военно-морского флота.

## Театральная карьера
После окончания войны Кит вернулся в театр, где стал выступать под именем Роберт Кит-младший. В 1946 году он дебютировал в спектакле «Расцвет». Однако, по словам Джона Чарльза, он «достиг большей известности на Бродвее благодаря игре в хитовой комедии „Мистер Робертс“ (1948-51), где одну из ролей играл его отец». У Кита-младшего также были роли в менее успешных постановках «Полуденная тьма» (1951) и «К Западу от восьмого» (1951). Значительно позднее он ещё раз вернулся на Бродвей, чтобы сыграть в уже под именем Брайан Кит в спектакле «Да» (1978—1980), где заменил изначального исполнителя главной роли Бернарда Хьюза.

## Карьера в кино
В конце 1940-х и начале 1950-х годов Кит сыграл эпизодические роли без указания в титрах в нескольких популярных картинах, таких как фильм нуар Элии Казана «Бумеранг!» (1947, заметную роль в этом фильме играл его отец), фэнтези-мелодрама «Портрет Дженни» (1948) с Джозефом Коттеном и Дженнифер Джонс и нуаровый триллер «Четырнадцать часов» (1951), где одну из главных ролей сыграл его отец.
С 1951 года Кит стал активно работать на телевидении, а его карьера в кино началась по-настоящему только в 1953 году, когда он сыграл свою первую существенную роль в вестерне «Остриё стрелы» (1953) с Чарльтоном Хестоном в главной роли. За этой работой последовали значимые роли в приключенческой ленте «Моря Аляски» (1954) с Робертом Райаном, в приключенческой мелодраме «Дживаро» (1954) с Рондой Флеминг и в военном триллере «Бамбуковая тюрьма» (1954), где Кит сыграл капрала американской армии, который попадает в ходе Корейской войны в лагерь для военнопленных, превращаясь там в важного агента, добывающего ценные сведения о противнике.

Год спустя Кит сыграл убийцу-владельца ранчо в вестерне «Жестокие люди» (1955) с Гленном Фордом и Барбарой Стэнвик, а также полицейского, который становится киллером, в фильме нуар «Узкое место» (1955). 

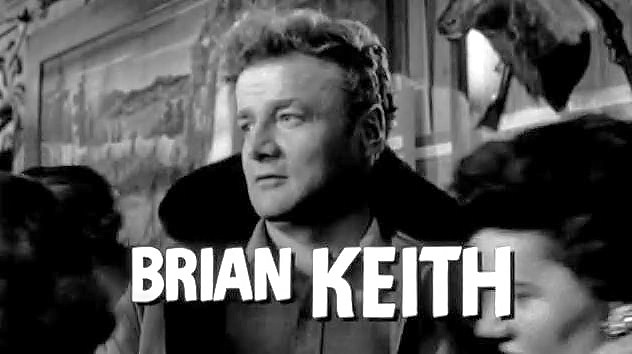
Брайан Кит в фильме «Пятеро против казино» (1957)

 Затем последовал фильм нуар «Пятеро против казино» (1955), где Кит сыграл психически травмированного на Корейской войне студента университета, который участвует в ограблении казино, которое студенты провернули ради шутки, а затем пытается присвоить себе похищенное. Игра Кита в этом фильме заслужила высокую оценку критики. Так, критик «Нью-Йорк Таймс» А. Х. Вейлер написал, что в этом фильме в первую очередь «следует отметить Брайана Кита за создание превосходного образа крепкого, но психически травмированного бывшего солдата, болезненное сознание которого превращает тщательно просчитанную проделку в суровое столкновение с законом». По мнению современного киноведа Майкла Кини, «фильм начинается медленно, а разговоры граничат с глупостью», однако постепенно он набирает темп, и в итоге «благодаря Киту оставляет приятное впечатление», а историк кино Крейг Батлер заметил, что среди актёрского состава «самым крупным именем является Ким Новак (хотя на момент выхода фильма она ещё была никем), и она даёт хорошую игру. Гай Мэдисон, Элви Мур и Кервин Мэтьюз также хороши, но наиболее интересна работа Брайана Кита».

В 1957 году в культовом нуаре «Сумерки» (1957) Кит исполнил роль одного из двух бандитов, которые охотятся за похищенными деньгами, случайно оказавшимися у добропорядочного дизайнера. Фильм получил высокие оценки критики, а Брюс Эдер написал, что «выдающаяся игра всего актёрского состава превзошла все ожидания». В этот период Кит сыграл также детектива полиции в фильме нуар «Свидание с тенью» (1957), прокурора — в криминальной драме о борьбе с мафией «Секреты Чикаго» (1957), а также исполнил главные роли и вторые главные роли в вестернах «Полёт стрелы» (1957), «Преступники из адского каньона» (1957), «Форт Доббс» (1958), «Барон Сиерры» (1958) и «Да здравствует Вилья!» (1958). Кроме того, Кит исполнил роль адвоката с политическими амбициями, который начинает антикоммунистическую кампанию против местной библиотекарши (Бетт Дейвис) в политической драме «Центр шторма» (1956), а также социального работника в драме о молодёжной преступности «Дино» (1957). 

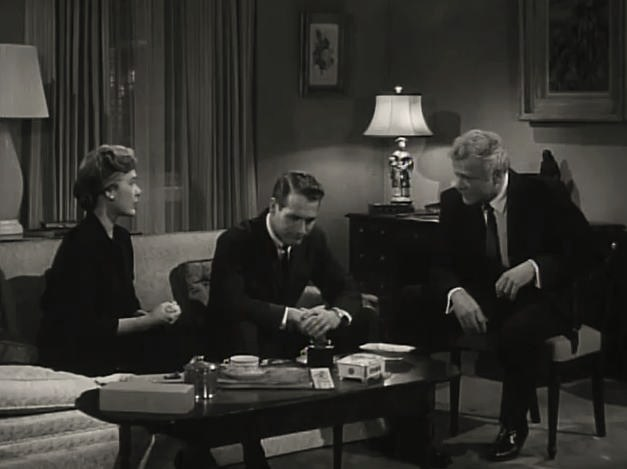
Дайан Брюстер, Пол Ньюман и Брайан Кит в фильме «Молодые филадельфийцы» (1959)

 В успешной мелодраме «Молодые филадельфийцы» (1959) Кит сыграл второстепенную роль близкого друга матери главного героя (Пол Ньюман).
В 1960 году Кит сыграл свою первую роль в диснеевском фильме, это был семейный приключенческий вестерн «Десятка отважных» (1960). Хотя, по словам Джона Чарльза, «это была далеко не лучшая картина Диснея, игра Кита была хорошо принята, после чего он сыграл главные роли ещё в нескольких диснеевских фильмах». Эриксон также отметил, что «начиная с этого фильма, Кит стал неофициальным „постоянным актёром“ диснеевских фильмов». Год спустя в диснеевской комедии «Ловушка для родителей» (1961) Кит вместе с Морин О’Харой сыграл пару разведённых родителей, которую их дочери-близнецы пытаются снова соединить. Большой успех этой картины помог Киту утвердиться в более мягком экранном образе, который в дальнейшем помог ему получить успешные роли на телевидении. В дальнейшем Кит сыграл в таких диснеевских фильмах, как «Лунный пилот» (1962), "Дикий Сэм» (1963), «Тигр идёт» (1965), «Эти Кэллоуэи» (1965), «Скандальный Джон» (1971), а также в многочисленных эпизодах телесериала «Диснейленд» (1959-86, 10 эпизодов).
До конца 1960-х годов наиболее заметными фильмами Кита были вестерн «Невада Смит» (1966) со Стивом Маккуином, где он сыграл важную роль странствующего оружейника, необычная мелодрама Джона Хьюстона «Блики в золотом глазу» (1967) с Элизабет Тейлор и Марлоном Брандо, сатирическая комедия эпохи Холодной войны «Русские идут! Русские идут!» (1966), а также семейная комедия «Шестеро под одной крышей» (1968), где его партнёршей была Дорис Дэй.
В 1970-е годы Кит снялся в сатирической антивоенной комедии «Допустим, началась война и никто не пришёл?» (1970), военном боевике «Прорыв Маккензи» (1970), криминальном боевике «Якудза» (1974) с Робертом Митчемом и, по словам, Чарльза, «произвёл впечатление в роли стареющего каскадёра» в хитовой комедии «Хупер» (1978) с Бертом Рейнольдсом в главной роли. Одной из лучших ролей Кита в 1970-е годы стала роль Президента Теодора Рузвельта в приключенческом эпике Джона Милиуса «Ветер и лев» (1975). В 1980-е годы помимо нескольких ролей второго плана в таких фильмах, как вестерн «Горные люди» (1980), боевики «Машина Шарки» (1981), «Смерть прежде бесчестья» (1987) и вестерн «Молодые стрелки» (1988), Кит главным образом исполнял гостевые роли на телевидении. Последний фильм Кита, комедия «Следуй за сердцем» (1999) вышла на видео уже после его смерти.

## Карьера на телевидении
В 1951 году Кит стал много работать на телевидении, играя по 1953 год включительно под именем Роберт Кит-младший. Его первыми сериалами были «Руки убийцы» (1951) и «Тень плаща» (1951), затем последовали разные роли в 7 эпизодах детективного сериала «Саспенс» (1952), в 3 эпизодах хоррор-сериала «Истории завтрашнего дня» (1952), в одном эпизоде «Полицейской истории» (1952) и в мистическом сериале «Свидетель» (1953).

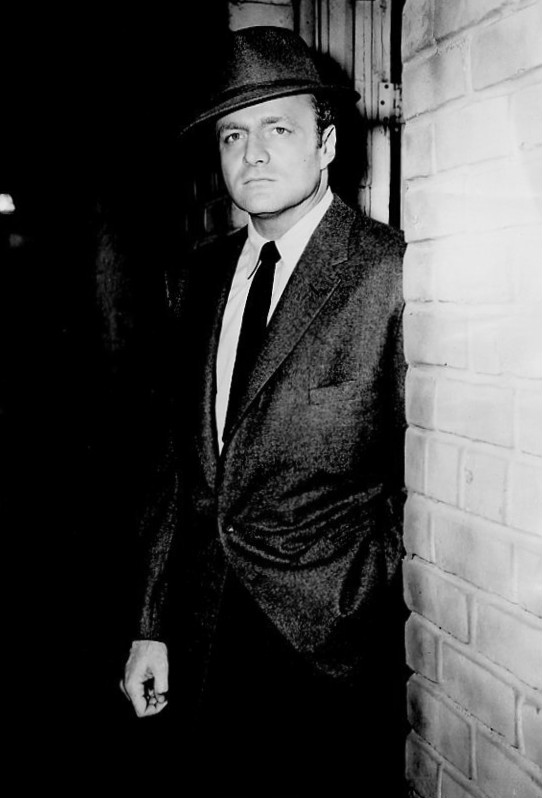
Брайан Кит в телесериале «Борец за справедливость» (1955)

 После ещё нескольких гостевых ролей в 1955 году Кит получил главную роль в триллере телеканала CBS «Борец за справедливость» (1955-56). В 52 эпизодах этого сериала Кит играл героическую роль Мэтта Андерса, независимого журналиста, «который помогает нуждающимся, в особенности тем, кто хочет сбежать из коммунистических стран». Как отметил Чарльз, «ныне забытый, этот сериал продержался в эфире чуть более года». По информации Стефани Саймон, Кит «презирал эту, одну из своих самых известных своих ролей, потому что считал,… что его персонаж — слишком уж навороченный герой боевика, в котором слишком мало от обычного парня». В интервью «Лос-Анджелес Таймс» Кит рассказывал о своём герое через несколько лет после закрытия проекта: «Он всегда где-то носился. И всегда побеждал. Кто может побеждать всегда? Кроме того, люди думали, что он был настоящим. Я до сих пор получаю письма, жалостливые письма от людей, которые просят меня помочь родственникам, оказавшимся за Железным занавесом. Мне очень неудобно. Я не ангел-мститель».

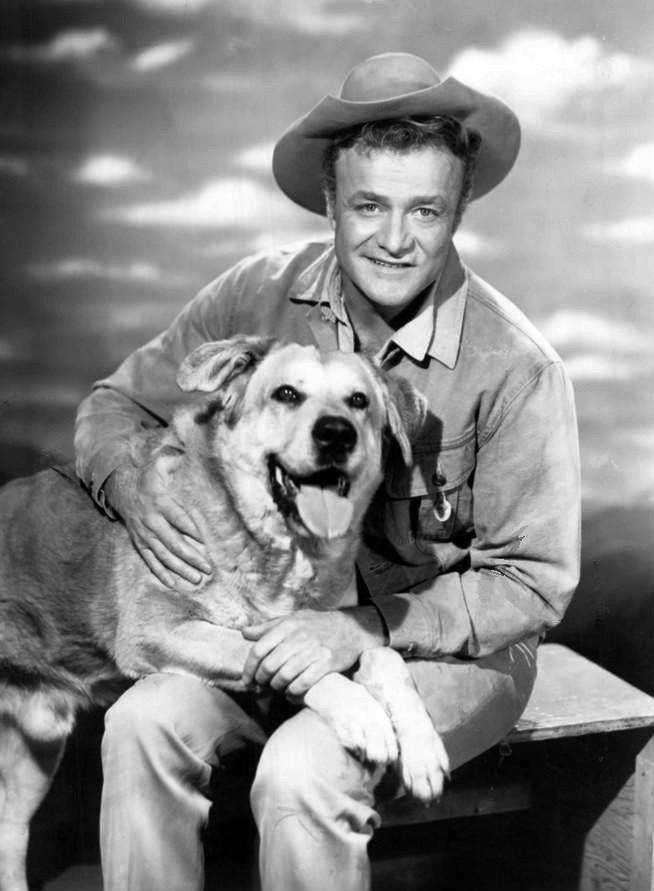
Брайан Кит в телесериале «Человек с Запада» (1960)

По мнению Эриксона, «самым захватывающим телепроектом Кита был созданный Сэмом Пакинпа жёсткий вестерн „Человек с Запада“ (1960)». В 13 эпизодах этого сериала Кит играл «неграмотного ковбоя, который всё время хотел нажать на курок». По словам Саймон, роль «помятого ковбоя с простой речью, настолько близкого к земле, что он даже время от времени падал с лошади», была Киту «по вкусу значительно больше». Руководители канала CBS предложили Киту «смягчить сериал, чтобы он был приемлем для детской аудитории», однако Кит отказался, что в итоге привело к его закрытию. Через несколько месяцев после закрытия сериала Кит говорил: «Самое большое удовлетворение я получаю в ковбойских городках, где парни выходят из дверей и хватают меня, чтобы сказать, насколько хорош сериал». В 1963 году Кит сыграл в дебютном эпизоде классического драматического сериала «Беглец». В биографии актёра на сайте TV Guide особенно отмечена его «захватывающая игра в роли ревнивого, одержимого и агрессивного мужа» в этом эпизоде.

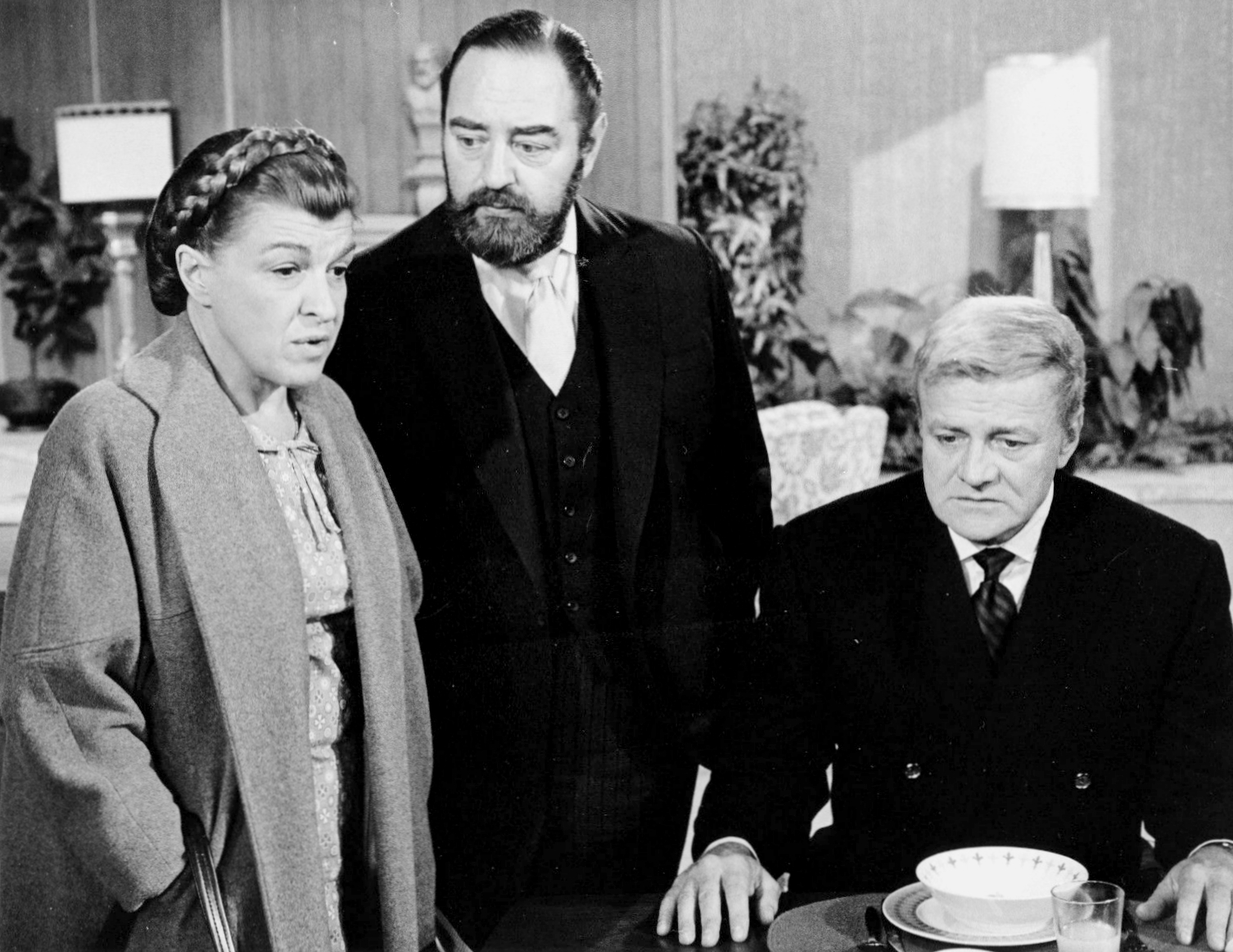
Нэнси Уокер, Себастиан Кэбот и Брайан Кит в телесериале «Семейное дело» (1970)

По словам Саймон, несмотря на свою любовь к вестернам, «общенациональной славы Кит достиг благодаря ситкому телеканала CBS „Семейное дело“ (1966—1971)». В 138 эпизодах этого сериала, который шёл в течение пяти сезонов, Кит играл Билла Дейвиса, обеспеченного нью-йоркского холостяка, который растит троих детей своего умершего брата с помощью преданного английского дворецкого. Обоим мужчинам требуется время, чтобы привыкнуть к новым обязанностям, но, несмотря на еженедельные конфликты, которые легко разрешаются в получасовом эпизоде, всё идёт хорошо. Как пишет Саймон: «Сочетая свою фирменную грубоватость с налётом нежности, Кит играл дядю Билла как свингующего холостяка, жизнь которого пришла в хаос после того, как он оказался вынужденным воспитывать трёх осиротевших племянниц и племянника с помощью своего дворецкого-англичанина, мистера Френча». По мнению Чарльза, «хотя работа в сериале не требовала от Кита много, тем не менее актёр излучал тепло и доступность, благодаря чему его дядя Билл стал одним из самых любимых телеперсонажей». Кроме того, по словам критика, сериал давал Киту «много возможностей продемонстрировать юмор и очарование, что он делал постоянно, несмотря на то, что сам материал был шаблонным». Как далее замечает Чарльз, с этим персонажем «Кит вошёл в пантеон великих телеотцов, и в итоге эта роль стала его фирменной ролью». Работа в сериале «Семейное дело» принесла Киту три номинации на прайм-таймовую премию «Эмми» в 1967-69 годах. Кроме того, организация съёмок сериала позволяла Киту снимать все свои сцены очередного сезона за два месяца, в результате чего оставшуюся часть года он мог работать в кино или просто отдыхать. Что касается самого сериала, то, по словам Мэвиса, он «был настолько успешным, что в рейтинге Нильсена входил в пятёрку самых популярных телепрограмм на протяжении трёх из пяти своих сезонов», а в 1970-е годы его повторно демонстрировали по местным телесетям.
После «Семейного дела» было сделано несколько попыток построить вокруг Кита новое телешоу, начиная с комедии «Шоу Брайана Кита» на канале NBC (1972-74). В 47 эпизодах этого шоу Кит играл детского врача, который работал в детской клинике на гавайском острове Оаху. По словам актёра, он специально выбрал это место для съёмок, так как «влюбился в Гавайи, ещё когда был молодым сержантом морской пехоты во время Второй мировой войны». Однако позднее Кит признал, что проект «Шоу Брайана Кита» «не сработал, потому что не был хорошим».
В 1975 году Кит сыграл заглавную роль «грубоватого, с каменным лицом частного детектива Лью Арчера» в шести эпизодах телесериала «Арчер» (1975) по мотивам романов Росса Макдональда. В интервью по случаю премьеры этого сериала обозреватель Джон Дж. О’Коннор написал в «Нью-Йорк Таймс»: «Сериалы приходят и уходят, но мистер Кит упорно держится на плаву».
Далее Кит играл одну из главных ролей в эпическом мини-сериале «Штат столетия» (1978-79), который на протяжении 12 эпизодов рассказывал о становлении и развитии жизни в штате Колорадо с 1750-х годов до конца 1970-х годов. В 1983 году Кит вернулся на телевидение для того, чтобы в течение трёх лет играть судью Милтона Г. Хардкасла в лёгком детективном сериале «Хардкасл и Маккормик» (1983-86). В 67 эпизодах этого сериала он играл Милтона Хардкасла, эксцентричного судью в отставке, который с помощью своего бывшего подсудимого, автовора Марка Маккормика, расследует старые дела. По словам Чарльза, «хотя этот сериал был не настолько успешным, как некоторые другие продюсерские проекты Стивена Дж. Кэннелла того времени, тем не менее он продержался три сезона». Как пишет Чарльз, затем Кит снова попытался вернуться в ситком, но проекты с его участием «Поиски счастья» (1987, 10 эпизодов), «Глубинка» (1989, 10 эпизодов) и «Уолтер и Эмили» (1991-92, 13 эпизодов) были быстро закрыты.
За свою карьеру Кит снялся также в 23 телевизионных фильмах, его последним фильмом была политическая комедия «Заговор против Америки» (1997), где он сыграл генерал-майора. В том же году он появился в историческом мини-сериале «Парни что надо» (1997) в роли второго президента США Уильяма Маккинли. Это была последняя роль Кита на телевидении. Несмотря на столь успешную телекарьеру, Кит однажды заявил: «Всё что, кажется, хочет телевидение, это всякий вздор».

## Актёрское амплуа и оценка творчества
Историки кино описывают Брайана Кита как «красивого, рослого, крупного, грубоватого характерного актёра с запоминающимся хриплым голосом». Выходец из артистической семьи, он впервые снялся в кино в трёхлетнем возрасте. После непродолжительной работы на театральной сцене, Кит стал получать второстепенные роли крепких мужиков или злодеев в жанровых картинах. По словам Чарльза, «его грубая манера держаться и способность источать угрозу сделали его идеальным выбором на роли злодеев». Саймон также отмечает, что «на протяжении своей карьеры Кит находил удовольствие в создании грубых, жёстких персонажей — но предпочитал делать их реалистичными». Специализируясь на ролях крутых парней, Кит был очень силён в ролях стрелков, шефов полиции, детективов и тёмных личностей в вестернах и криминальных триллерах. По словам Эриксона, на протяжении 1950-х годов Кит с одинаковой уверенностью играл хороших парней, раздражительных подручных и хладнокровных бандитов. Потому, по словам Чарльза, «следует отдать ему должное как актёру, что затем с той же уверенностью он смог играть тёплых и комедийных персонажей».
В общей сложности Кит сыграл более чем в 80 фильмах, и, как отметила Саймон, «у Кита была разнообразная карьера — он играл в комедиях, драмах и вестернах, получая выигрышные роли в кино и на телевидении». По словам Чарльза, на протяжении карьеры Кит получал много хороших и разных ролей, и смог произвести впечатление, играя как любящего родителя, так и создавая колоритные образы в таких фильмах, как «Русские идут! Русские идут!» (1966) и «Ветер и лев» (1975). На протяжении своей карьеры он играл со многими ведущими актрисами, среди них Бетт Дейвис, Джинджер Роджерс и Элизабет Тейлор.
Однако, по словам Чарльза, наибольшая известность пришла к Киту главным образом позднее, когда он стал сотрудничать с компанией Уолта Диснея и играть в телесериалах, в частности, сыграл манхэттенского дядю-холостяка, который воспитывает троих детей, в телесериале «Семейное дело» (1966—71). Другими его достижениями на телевидении стали сериалы «Шоу Брайана Кита» (1972-74), где он играл сходную роль детского врача, и лёгкий детективный сериал «Хардкасл и Маккормик» (1983-86).
По словам самого Кита, у него не было никакой особенной цели в карьере, и он брался за то, что было. Он утверждал, что никогда не оценивал свои проекты в шоу-бизнесе в точки зрения того, как они помогут его карьере. Он говорил: «Я никогда ни за чем не гонялся. Я просто брал то, что приходило само».

## Личная жизнь
Кит был женат трижды, все три его жены были актрисами. У него было в общей сложности семеро детей, четверо из которых были родными и трое усыновлёнными. С 1948 по 1954 год Кит был женат на Франсес Хелм, а с 1954 по 1969 год — на Джуди Лэндон. У Кита было двое детей от Лэндон (Майкл и Мими), и они усыновили ещё троих — Барбару, Бетти и Рори. Третьей и последней женой Кита была Виктория Янг, с которой он прожил до своей смерти. В этом браке у пары родилось двое детей, Бобби и Дейзи. Виктория Янг играла одну из главных ролей в телесериале «Шоу Брайана Кита» (1972-74), а их дочь Дейзи играла вместе с отцом в сериале «Глубинка» (1989).

## Смерть
Весной 1997 года дочь Кита Дейзи в 27-летнем возрасте совершила самоубийство. Этот удар наряду с ухудшающимся состоянием здоровья из-за эмфиземы и рака лёгких, вызванного многолетним тяжёлым курением, подтолкнули Кита к тому, что 24 июня 1997 года он застрелился. Члены семьи первыми обнаружили 75-летнего Кита мёртвым от огнестрельного ранения в его доме в Малибу. Они вызвали полицию, которая расценила смерть актёра как самоубийство.
Перед самой смертью Кит закончил работу в роли второго плана в мини-сериале «Парни что надо» (1997). Режиссёр Джон Милиус посвятил этот фильм «Брайану Киту, актёру, морпеху, рассказчику». Агент Кита Пол Догерти сказал о нём: «Он был резким и жёстким старым типом, но доставлял много радости. Чудесный парень и чудесный талант».

## Фильмография
| Год       |    | Русское название                              | Оригинальное название                           | Роль                                               |
| --------- | -- | --------------------------------------------- | ----------------------------------------------- | -------------------------------------------------- |
| 1924      | ф  | Крысолов Мэлоун                               | Pied Piper Malone                               | маленький мальчик                                  |
| 1924      | ф  | Другая любовь                                 | The Other Kind of Love                          | ребёнок (в титрах не указан)                       |
| 1940      | ф  | Кнут Рокни, стопроцентный американец          | Knute Rockne All American                       | студент на станции (в титрах не указан)            |
| 1947      | ф  | Бумеранг!                                     | Boomerang!                                      | человек в толпе у здания суда (в титрах не указан) |
| 1948      | ф  | Портрет Дженни                                | Portrait of Jennie                              | человек на коньках (в титрах не указан)            |
| 1951      | ф  | Четырнадцать часов                            | Fourteen Hours                                  | эпизодическая роль (в титрах не указан)            |
| 1951      | с  | Руки убийства                                 | Hands of Murder                                 | 1 эпизод                                           |
| 1951      | с  | Тень от плаща                                 | Shadow of the Cloak                             | 1 эпизод                                           |
| 1952      | с  | Полицейская история                           | Police Story                                    | 1 эпизод                                           |
| 1952      | с  | Сказки завтрашнего дня                        | Tales of Tomorrow                               | разные роли (3 эпизода)                            |
| 1952      | с  | Саспенс                                       | Suspense                                        | разные роли (7 эпизодов)                           |
| 1953      | ф  | Острие стрелы                                 | Arrowhead                                       | капитан Билл Норт                                  |
| 1953      | с  | Свидетель                                     | Eye Witness                                     | 1 эпизод                                           |
| 1953      | с  | Роберт Монтгомери представляет                | Robert Montgomery Presents                      | 1 эпизод                                           |
| 1953      | с  | Час «Ю.С. Стил»                               | The United States Steel Hour                    | 1 эпизод                                           |
| 1953      | с  | Телевизионный час от «Моторолы»               | The Motorola Television Hour                    | 1 эпизод                                           |
| 1953—1957 | с  | Видеотеатр от «Люкс»                          | Lux Video Theatre                               | разные роли (4 эпизода)                            |
| 1954      | ф  | Моря Аляски                                   | Alaska Seas                                     | Джим Киммерли                                      |
| 1954      | ф  | Дживаро                                       | Jivaro                                          | Тони                                               |
| 1954      | ф  | Бамбуковая тюрьма                             | The Bamboo Prison                               | капрал Брэйди                                      |
| 1954      | с  | Театр от «Кемпбелл»                           | Campbell Playhouse                              | 1 эпизод                                           |
| 1954      | с  | Маска                                         | The Mask                                        | Блейк (2 эпизода)                                  |
| 1954      | тф | Майк Хаммер Микки Спиллейна                   | Mickey Spillane's 'Mike Hammer!'                | Майк Хаммер                                        |
| 1954—1957 | с  | Студия 57                                     | Studio 57                                       | разные роли (5 эпизодов)                           |
| 1955      | ф  | Жестокие люди                                 | The Violent Men                                 | Коул Уилкинсон                                     |
| 1955      | ф  | Узкое место                                   | Tight Spot                                      | Винс Страйкер                                      |
| 1955      | ф  | Пятеро против казино                          | 5 Against the House                             | Брик                                               |
| 1955      | с  | Театр от «Пипси-Колы»                         | The Pepsi-Cola Playhouse                        | 2 эпизода                                          |
| 1955      | с  | Приключения Эллери Куина                      | The Adventures of Ellery Queen                  | 1 эпизод                                           |
| 1955      | с  | Джейн Уаймен представляет Театр у камина      | Jane Wyman Presents The Fireside Theatre        | 1 эпизод                                           |
| 1955      | с  | Час Элджина                                   | The Elgin Hour                                  | 1 эпизод                                           |
| 1955—1956 | с  | Борец за справедливость                       | Crusader                                        | Мэтт Андерс (52 эпизода)                           |
| 1955—1957 | с  | Телевизионный театр от «Форд»                 | The Ford Television Theatre                     | 2 эпизода                                          |
| 1956      | ф  | Центр бури                                    | Storm Center                                    | Пол Дункан                                         |
| 1957      | ф  | Сумерки                                       | Nightfall                                       | Джон                                               |
| 1957      | ф  | Дино                                          | Dino                                            | Ларри Шеридан                                      |
| 1957      | ф  | Полёт стрелы                                  | Run of the Arrow                                | капитан Кларк                                      |
| 1957      | ф  | Секреты Чикаго                                | Chicago Confidential                            | окружной прокурор Джим Фримонт                     |
| 1957      | ф  | Разбойники адского каньона                    | Hell Canyon Outlaws                             | Хэппи Уотерс                                       |
| 1957      | ф  | Свидание с тенью                              | Appointment with a Shadow                       | лейтенант Спенсер                                  |
| 1957      | с  | Кульминация                                   | Climax!                                         | 1 эпизод                                           |
| 1957      | с  | Телеграфная служба                            | Wire Service                                    | 1 эпизод                                           |
| 1957      | с  | Братья                                        | The Brothers                                    | 1 эпизод                                           |
| 1958      | ф  | Форт Доббс                                    | Fort Dobbs                                      | Клетт                                              |
| 1958      | ф  | Жестокая дорога                               | Violent Road                                    | Митч Бартон                                        |
| 1958      | ф  | Ад пустыни                                    | Desert Hell                                     | капитан Роберт Эдвардс                             |
| 1958      | ф  | Барон Сиерры                                  | Sierra Baron                                    | Джек Маккракен                                     |
| 1958      | ф  | Да здравствует Вилья!                         | Villa!!                                         | Билл Хэрмон                                        |
| 1958      | ф  | Молодые филадельфийцы                         | The Young Philadelphians                        | Майк Фланаган                                      |
| 1958      | с  | Первая студия                                 | Studio One                                      | 1 эпизод                                           |
| 1959      | с  | Театр Зейна Грея                              | Zane Grey Theater                               | 1 эпизод                                           |
| 1959      | с  | Сыромятная плеть                              | Rawhide                                         | 1 эпизод                                           |
| 1959      | с  | Ларами                                        | Laramie                                         | 1 эпизод                                           |
| 1959—1962 | с  | Альфред Хичкок представляет                   | Alfred Hitchcock Presents                       | разные роли (4 эпизода)                            |
| 1959—1986 | с  | Диснейленд                                    | Disneyland                                      | разные роли (10 эпизодов)                          |
| 1960      | ф  | Десятка отважных                              | Ten Who Dared                                   | Уильям «Билл» Данн                                 |
| 1960      | с  | Человек с Запада                              | The Westerner                                   | Дейв Блессингейм (13 эпизодов)                     |
| 1960—1968 | с  | Интуиция                                      | Insight                                         | разные роли (10 эпизодов)                          |
| 1961      | ф  | Ловушка для родителей                         | The Parent Trap                                 | Митч Эверс                                         |
| 1961      | ф  | Смертельные попутчики                         | The Deadly Companions                           | Йеллоулег                                          |
| 1961      | с  | Неприкасаемые                                 | The Untouchables                                | 1 эпизод                                           |
| 1961      | с  | Приграничный цирк                             | Frontier Circus                                 | 1 эпизод                                           |
| 1961      | с  | Американцы                                    | The Americans                                   | 1 эпизод                                           |
| 1961      | с  | Премьера от «Алкоа»                           | Премьера Алкоа                                  | 1 эпизод                                           |
| 1961—1962 | с  | Разбойники                                    | Outlaws                                         | 2 эпизода                                          |
| 1962      | ф  | Лунный пилот                                  | Moon Pilot                                      | генерал-майор Джон М. Ваннеман                     |
| 1962      | с  | Цель: коррупционеры                           | Target: The Corruptors                          | 2 эпизода                                          |
| 1962      | с  | Час Альфреда Хичкока                          | The Alfred Hitchcock Hour                       | 1 эпизод                                           |
| 1962      | с  | Следуя за солнцем                             | Follow the Sun                                  | 1 эпизод                                           |
| 1963      | ф  | Дикий Сэм                                     | Savage Sam                                      | дядя Бек Коутс                                     |
| 1963      | ф  | Захватчики                                    | The Raiders                                     | Джон Г. Макэлрой/рассказчик                        |
| 1963      | с  | Караван повозок                               | Wagon Train                                     | 2 эпизода                                          |
| 1963      | с  | Сансет-Стрип, 77                              | 77 Sunset Strip                                 | 1 эпизод                                           |
| 1963      | с  | Сэм Бенедикт                                  | Sam Benedict                                    | 1 эпизод                                           |
| 1963      | с  | Виргинец                                      | The Virginian                                   | 1 эпизод                                           |
| 1963      | с  | Доктор Килдэр                                 | Dr. Kildare                                     | 1 эпизод                                           |
| 1963      | с  | Беглец                                        | The Fugitive                                    | 1 эпизод                                           |
| 1964      | ф  | Прогулка с тиграми                            | A Tiger Walks                                   | шериф Пит Уильямс                                  |
| 1964      | ф  | Искатели удовольствий                         | The Pleasure Seekers                            | Пол Бартон                                         |
| 1964      | с  | Театр саспенса от «Крафт»                     | Kraft Suspense Theatre                          | 1 эпизод                                           |
| 1964      | с  | Профили отваги                                | Profiles in Courage                             | 1 эпизод                                           |
| 1964      | с  | Великое приключение                           | The Great Adventure                             | 1 эпизод                                           |
| 1965      | ф  | Эти Кэллоуэйи                                 | Those Calloways                                 | Кэм Кэллоуэй                                       |
| 1965      | ф  | Тропа Аллилуйя                                | The Hallelujah Trail                            | Фрэнк Уоллингем                                    |
| 1966      | ф  | Редкая порода                                 | The Rare Breed                                  | Боуэн                                              |
| 1966      | ф  | Невада Смит                                   | Nevada Smith                                    | Джонас Корд                                        |
| 1966      | ф  | Русские идут! Русские идут!                   | The Russians Are Coming the Russians Are Coming | шеф полиции Линк Мэттокс                           |
| 1966      | ф  | Выход из положения                            | Way… Way Out                                    | генерал «Ревущий бык» Халленби                     |
| 1966—1971 | с  | Семейное дело                                 | Family Affair                                   | дядя Билл Дейвис (138 эпизодов)                    |
| 1967      | ф  | Блики в золотом глазу                         | Reflections in a Golden Eye                     | подполковник Моррис Лэнгдон                        |
| 1968      | ф  | Шестеро под одной крышей                      | With Six You Get Eggroll                        | Джейк Айверсон                                     |
| 1968      | ф  | Гибель на вулкане Кракатау                    | Krakatoa: East of Java                          | Коннерли                                           |
| 1969      | ф  | Весело, весело                                | Gaily, Gaily                                    | Фрэнсис Салливан                                   |
| 1970      | ф  | Допустим, они объявят войну и никто не придет | Suppose They Gave a War and Nobody Came?        | офицер Майкл М. Нэйс                               |
| 1970      | ф  | Побег из лагеря Маккензи                      | The McKenzie Break                              | капитан Джек Коннор                                |
| 1971      | ф  | Скандальный Джон                              | Scandalous John                                 | Джон Маккэнлесс                                    |
| 1971      | ф  | Нечто грандиозное                             | Something Big                                   | полковник Морган                                   |
| 1972      | тф | Второй шанс                                   | Second Chance                                   | Джефф Смит                                         |
| 1972—1974 | с  | Шоу Брайана Кита                              | The Brian Keith Show                            | доктор Шон Джеймисон (47 эпизодов)                 |
| 1974      | ф  | Якудза                                        | The Yakuza                                      | Джордж Таннер                                      |
| 1974      | с  | Банда Зоопарк                                 | The Zoo Gang                                    | Стивен «Фокс» Хэллидей (6 эпизодов)                |
| 1975      | ф  | Ветер и лев                                   | The Wind and the Lion                           | Теодор Рузвельт                                    |
| 1975      | с  | Арчер                                         | Archer                                          | Лью Арчер (6 эпизодов)                             |
| 1976      | ф  | Торговцы грёзами                              | Nickelodeon                                     | Х.Х. Кобб                                          |
| 1976      | тф | В поисках приключений                         | The Quest                                       | Тэнк Логан                                         |
| 1976      | тф | Самый одинокий бегун                          | The Loneliest Runner                            | Арнольд Логан                                      |
| 1976      | ф  | Джо Пэнтер                                    | Joe Panther                                     | капитан Харпер                                     |
| 1977      | тф | В вопросе Карен Энн Куинлан                   | In the Matter of Karen Ann Quinlan              | Джо Куинлан                                        |
| 1977      | тф | Трибунал Джорджа Армстронга Кастера           | The Court-Martial of George Armstrong Custer    | адвокат защиты                                     |
| 1978      | ф  | Хупер                                         | Hooper                                          | Джокко                                             |
| 1978      | с  | Как был завоёван Запад                        | How the West Was Won                            | генерал Стоунсайфер (3 эпизода)                    |
| 1978—1979 | с  | Штат столетия                                 | Centennial                                      | шариф Аксель Дюмайр (12 эпизодов)                  |
| 1979      | ф  | Метеор                                        | Meteor                                          | мистер Дубов                                       |
| 1979      | тф | Искатели                                      | The Seekers                                     | Элайджа Уэзерби                                    |
| 1980      | ф  | Люди гор                                      | The Mountain Men                                | Генри Фрэпп                                        |
| 1980      | тф | Сила                                          | Power                                           | Чарльз Кендалл                                     |
| 1980      | тф | Молчащие любовники                            | The Silent Lovers                               | Моритц Стиллер                                     |
| 1981      | ф  | Чарли Чен и проклятие королевы драконов       | Charlie Chan and the Curse of the Dragon Queen  | шеф полиции                                        |
| 1981      | ф  | Команда Шарки                                 | Sharky's Machine                                | Папа                                               |
| 1982      | тф | Третья Мировая война                          | World War III                                   | генеральный секретарь Горный                       |
| 1982      | тф | Крик чужаков                                  | Cry for the Strangers                           | шеф Уолен                                          |
| 1983—1986 | с  | Хардкасл и Маккормик                          | Hardcastle and McCormick                        | судья Милтон С. Хардкасл (67 эпизодов)             |
| 1984      | тф | Убийство Шерлока Холмса                       | The Murder of Sherlock Holmes                   | Калеб Маккалум                                     |
| 1984      | с  | Она написала убийство                         | Murder, She Wrote                               | 1 эпизод                                           |
| 1986      | тф | Патруль Б.Р.А.Т.                              | The B.R.A.T. Patrol                             | генерал Ньюмейер                                   |
| 1987      | ф  | Смерть превыше бесчестья                      | Death Before Dishonor                           | полковник Халлоран                                 |
| 1987      | тф | Аламо: Тринадцать дней славы                  | The Alamo: Thirteen Days to Glory               | полковник Дейви Крокетт                            |
| 1987—1988 | с  | Поиски счастья                                | Pursuit of Happiness                            | профессор Роланд Г. Дункан (10 эпизодов)           |
| 1988      | ф  | Молодые стрелки                               | Young Guns                                      | Бакшот Робертс                                     |
| 1988      | ф  | После дождя                                   | After the Rain                                  |                                                    |
| 1989      | ф  | Добро пожаловать домой                        | Welcome Home                                    | Гарри Робинс                                       |
| 1989      | тф | Перри Мейсон: Дело о смертельном уроке        | Perry Mason: The Case of the Lethal Lesson      | Фрэнк Уэллман-старший                              |
| 1989      | тф | Леди в углу                                   | Lady in the Corner                              | Дейвид Хендерсон                                   |
| 1989      | с  | Глубинка                                      | Heartland                                       | Б.Л. Макитчен (10 эпизодов)                        |
| 1990      | с  | Молодые всадники                              | The Young Riders                                | 1 эпизод                                           |
| 1991      | тф | Игрок возвращается: Удача вытягивания карт    | The Gambler Returns: The Luck of the Draw       | человек с Запада                                   |
| 1991      | с  | Вечерняя тень                                 | Evening Shade                                   | 1 эпизод                                           |
| 1991—1992 | с  | Уолтер и Эмили                                | Walter & Emily                                  | Уолтер Коллинз (13 эпизодов)                       |
| 1992      | тф | Телевидение                                   | T.V.                                            | детектив                                           |
| 1992      | тф | Улицы Беверли-Хиллс                           | The Streets of Beverly Hills                    | Чарли Стрит                                        |
| 1992      | с  | Папочка-майор                                 | Major Dad                                       | 2 эпизода                                          |
| 1993      | ф  | Танцующий с ветром                            | Wind Dancer                                     | Труман Ричардс                                     |
| 1993      | мс | Секреты озера «Успех»                         | The Secrets of Lake Success                     | П. Стюарт Эткинс III                               |
| 1993      | с  | Звездный путь: Дальний космос 9               | Star Trek: Deep Space Nine                      | 1 эпизод                                           |
| 1994      | с  | Комиссар полиции                              | The Commish                                     | 1 эпизод                                           |
| 1994      | с  | Правосудие Берка                              | Burke's Law                                     | 1 эпизод                                           |
| 1995      | тф | Возвращение охотника                          | The Return of Hunter                            | Пит Морган                                         |
| 1995      | тф | Любимые смертные грехи                        | Favorite Deadly Sins                            | «Благородное Сердце» / камео                       |
| 1995      | с  | Ожившие полотна                               | Picture Windows                                 | 1 эпизод                                           |
| 1995      | с  | Монро                                         | The Monroes                                     | 1 эпизод                                           |
| 1995      | с  | Маршал                                        | The Marshal                                     | 1 эпизод                                           |
| 1995—1998 | с  | Человек-паук                                  | Spider-Man                                      | дядя Бен Паркер (голос) (3 эпизода)                |
| 1996      | ф  | Ангелы сферы развлечений: История Дороти Дэй  | Entertaining Angels: The Dorothy Day Story      | кардинал                                           |
| 1996      | с  | Крутой Уокер                                  | Walker, Texas Ranger                            | 1 эпизод                                           |
| 1996      | с  | Прикосновение ангела                          | Touched by an Angel                             | 1 эпизод                                           |
| 1996      | с  | Сибилл                                        | Cybill                                          | 1 эпизод                                           |
| 1996      | с  | Полицейские на велосипедах                    | Pacific Blue                                    | 1 эпизод                                           |
| 1997      | ф  | Ходячий гром                                  | Walking Thunder                                 | рассказчик                                         |
| 1997      | тф | Заговор против Америки                        | The Second Civil War                            | генерал-майор Чарльз Буфорд                        |
| 1997      | мс | Парни что надо                                | Rough Riders                                    | президент Уильям Маккинли                          |
| 1997      | с  | Дакмен                                        | Duckman: Private Dick/Family Man                | отец Дакмена (голос) (1 эпизод)                    |
| 1999      | ф  | Следуй за сердцем                             | Follow Your Heart                               | Родди Томпсон                                      |